# Maledetta la guerra e i ministri
Maledetta la guerra e i ministri è un album del Duo di Piadena del 1976.

## Tracce
1. Senti la tromba
2. Mezza pagnoca al giorno, ohimè
3. Era una notte che pioveva (La sentinella)
4. Addio padre e madre addio
5. Soldai che va alla guerra
6. Regazzine vi prego ascoltare
7. Monte Canino
8. Maledetta la guerra e i ministri
9. Fuoco e mitragliatrici
10. La tradotta che parte da Novara
11. Venti giorni sull'Ortigara
12. Sono povero ma disertore (Il disertore)
13. O Gorizia tu sei maledetta